# Monzambano (cacciatorpediniere)
Il Monzambano è stato un cacciatorpediniere (e successivamente una torpediniera) della Regia Marina.

## Storia

### Gli anni venti e trenta
Costruita tra il gennaio 1921 ed il giugno 1924, l'unità apparteneva alla classe Curtatone. Una volta operativo, nel luglio 1924, il cacciatorpediniere fu assegnato alla IV Squadriglia Cacciatorpediniere.
Nel periodo compreso tra il 1928 ed il 1932 la nave compì vari viaggi che lo portarono a Costanza, in Libia e nel Dodecaneso. Nel 1929 il cacciatorpediniere, insieme ai gemelli Curtatone, Castelfidardo e Calatafimi, costituiva la VIII Squadriglia Cacciatorpediniere, che, insieme alla VII Squadriglia (composta dalle unità della classe Palestro) e all'esploratore Augusto Riboty, formava la 4ª Flottiglia Cacciatorpediniere, appartenente alla II Divisione Siluranti, facente parte della 2ª Squadra Navale avente base a Taranto.
A bordo della nave, in questo periodo, prestò servizio anche il sottotenente di vascello Mario Milano, futura Medaglia d'oro al valor militare. Dopo il 1930 il Monzambano fu sottoposto a lavori di modifica che videro l'innalzamento del fumaiolo prodiero. Nel 1931 la nave fu assegnata, con gli esploratori Bari e Taranto, i cacciatorpediniere Confienza e San Martino e la torpediniera Dezza, alla IV Divisione della 2ª Squadra Navale.
Successivamente il Monzambano venne assegnato alla VI Squadriglia Cacciatorpediniere, operando in Grecia e Cirenaica. Nel 1937 la nave venne sottoposta ad altri lavori presso l'Arsenale di La Spezia. Il 1º ottobre 1938 il Monzambano fu declassato a torpediniera.
Tra il 1939 ed il 1940 la nave, al pari delle altre unità della classe, fu sottoposta ad altri lavori di modifica, che comportarono la sostituzione dei due cannoni da 76/30 mm Armstrong 1914 con 2 (o 4) mitragliere singole da Scotti-Isotta-Fraschini 20/70 Mod. 1939 (collocate al posto dei cannoni) e due mitragliatrici 8/80 mm (sistemate sul castello). Successivamente vennero imbarcati anche due scaricabombe antisom per bombe di profondità.

### La seconda guerra mondiale

#### 1940
All'ingresso dell'Italia nella seconda guerra mondiale, il 10 giugno 1940, la Monzambano apparteneva alla XVI Squadriglia Torpediniere (che formava insieme alle gemelle Curtatone, Castelfidardo e Calatafimi e alle anziane torpediniere Giacinto Carini e Giuseppe La Masa), con base a La Spezia.
Il 20 agosto 1940, con la costituzione del Comando Superiore Traffico Albania (Maritrafalba), divenuto attivo dal 5 settembre successivo, la Monzambano venne dislocata a Brindisi e assegnata, con altre unità (due anziani cacciatorpediniere, altre nove torpediniere, tre incrociatori ausiliari e la XIII Squadriglia MAS), a tale Comando, che la adibì a compiti di scorta convogli nel Basso Adriatico, tra Italia ed Albania.
Il 6 settembre 1940 la Monzambano iniziò la propria prima missione per Maritrafalba, scortando la motonave postale Filippo Grimani da Durazzo a Brindisi. L'indomani la torpediniera scortò la Grimani sulla rotta inversa, e poi, l'8, il 9 ed il 10 settembre, ancora da Durazzo a Brindisi, da Brindisi a Durazzo e da Durazzo a Brindisi. L'11 settembre la nave scortò la Grimani da Brindisi a Durazzo, mentre il 12 ne scortò la gemella, la Piero Foscari, sempre da Brindisi a Durazzo, per poi riassumere la scorta, durante la stessa giornata, della Grimani che tornava da Durazzo a Brindisi. L'indomani la Monzambano fu ancora di scorta dapprima alla Grimani, da Brindisi a Durazzo, e poi alla Foscari, da Durazzo a Brindisi; il 14 scorò la Foscari da Brindisi a Durazzo e poi la Grimani sulla rotta inversa.
Il 16 settembre la torpediniera scortò da Brindisi a Valona un convoglio composto dai piroscafi Luisa, Poseidone e Nautilus, con a bordo 1500 militari ed 80 tonnellate di materiali, ed il giorno stesso la nave lasciò Valona per Bari scortando il piroscafo Alga, che rientrava scarico. Il 25 settembre la Monzambano lasciò Bari alla volta di Durazzo, scortando, insieme all'incrociatore ausiliario Barletta e alla torpediniera Solferino, i piroscafi Galilea e Quirinale, aventi a bordo 2195 militari della Divisione «Piemonte» e 148 tonnellate di rifornimenti. L'indomani, il 26, la Monzambano e la Solferino scortarono i due piroscafi che tornavano vuoti da Durazzo a Bari. Il 28 settembre Monzambano, Solferino e Barletta scortarono da Bari a Durazzo le motonavi Catalani e Viminale, aventi a bordo 2140 uomini e 109 tonnellate di materiali.

La Monzambano attraversa il canale navigabile di Taranto.

Il 2 ottobre la Monzambano scortò da Bari a Durazzo la motonave Maria ed i piroscafi Perla e Sabaudia, carichi di rifornimenti di vario genere. Due giorni più tardi la nave fu di scorta ai piroscafi Siculo ed Olimpia, che tornavano vuoti da Durazzo a Bari.
Il 12 ottobre 1940 Maritrafalba venne sciolto, ma già il 21 ottobre tale comando venne ricostituito, e nuovamente la Monzambano venne posta alle sue dipendenze (unitamente ai due anziani cacciatorpediniere, altre nove torpediniere, quattro incrociatori ausiliari e la XIII Squadriglia MAS) per compiti di scorta convogli e caccia antisommergibile.
Alle 2:40 del 28 ottobre la torpediniera lasciò Brindisi per Durazzo scortando Foscari e Grimani, aventi a bordo 14 autoveicoli, nove motociclette, 1547 tonnellate di munizioni, 485 tonnellate di provviste, 22,5 tonnellate di bovini e 1294 tonnellate di rifornimenti (ma impiegate ancora anche come postali). Giunte a Durazzo, le navi ne ripartirono arrivando a Brindisi alle 14:35. Il 29 ottobre la Monzambano salpò da Brindisi alle 3:45 scortando Foscari e Grimani sino a Durazzo, e poi di nuovo da Durazzo a Brindisi, ove giunsero alle 16:20 dello stesso giorno. Trasferitasi a Bari, la torpediniera ne ripartì alle sette di mattina del 30 ottobre, insieme al piccolo incrociatore ausiliario Lago Zuai, scortando a Valona, dove arrivarono alle 14:30, il grosso piroscafo Piemonte, con a bordo 1860 militari e 170,5 tonnellate di rifornimenti.
Il 5 novembre, alle 23, la Monzambano salpò da Valona insieme al posamine Azio, per scortare a Brindisi i piroscafi scarichi Caterina, Nautilus, Tagliamento e Città di Bastia. Il convoglio giunse a Brindisi alle 11:45 del giorno seguente. Il 7 novembre, alle 15, la torpediniera, tornata in Albania, ed il Lago Zuai partirono da Durazzo alla volta di Bari, scortando la motonave Birmania ed i piroscafi Titania, Enrico e Romagna (i primi due scarichi, gli altri due adibiti a servizio civile): le navi arrivarono a destinazione alle 6 dell'8 novembre.
Lo stesso 8 novembre, alle 18:40, la nave, insieme all'anziana torpediniera Francesco Stocco, lasciò Bari scortando il piroscafo Perla, con 94 automezzi, e la motonave Narenta, impiegata per traffico civile, arrivando a Durazzo alle 11:15 del 9 novembre. Il 12 novembre, alle 16, la Monzambano e la Stocco lasciarono Durazzo per scortare a Bari i piroscafi Campidoglio e Casaregis ed il motopeschereccio e nave frigorifera Genepesca II, tutti scarichi. Le navi arrivarono a Bari alle 7:30 del 13 novembre. Il 13 novembre, alle due di notte, la nave partì da Bari insieme alla torpediniera Antares e all'incrociatore ausiliario Egeo, di scorta ad un convoglio composto dalla motonave Città di Marsala e dai piroscafi Italia, Firenze e Galilea, aventi a bordo 1662 militari e 48 quadrupedi. Il convoglio giunse a Valona alle 16.20.
Tornata nel frattempo a Brindisi, la Monzambano ne ripartì alle 6 del 13, insieme al Lago Zuai, all'Antares e ad una terza torpediniera, l'Aretusa, scortando a Durazzo i piroscafi Italia e Firenze, con a bordo il primo scaglione della Divisione Alpina «Tridentina»: 1105 uomini, 9 autoveicoli e 90,5 tonnellate di materiali. Il convoglio giunse in porto alle 16. Il 15 novembre, alle cinque del mattino, Monzambano ed Aretusa salparono da Durazzo scortando a Bari, dove giunsero dopo dodici ore, l'Italia ed il Firenze che rientravano scarichi. Due giorni dopo la Monzambano scortò da Bari, con partenza alle 3, a Durazzo, con arrivo alle 16:50, la motonave Marin Sanudo ed il piroscafo Casaregis, che trasportavano 200 autoveicoli.
Il 20 novembre, alle 3:20, la torpediniera lasciò Durazzo di scorta ai piroscafi vuoti Olimpia e Nita, con i quali giunse a Bari alle 4 del 21 novembre. Alle 14 del giorno seguente la Monzambano ripartì da Bari di scorta al piroscafo Rialto, adibito a traffico civile: le due navi giunsero a Brindisi alle otto di quella sera.
Il 25 dicembre 1940, alle sette del mattino, la Monzambano salpò da Brindisi alla volta di Bari, dove giunse alle 10:50, scortando il piroscafo Merano e la motonave Birmania, vuoti. Alle 15:30 dello sesso giorno la torpediniera ripartì da Bari per Durazzo, di scorta al Merano, adibito a traffico civile, e ad un secondo piroscafo, il Minerva, carico di 1693,5 tonnellate di provviste: il convoglio arrivò a Durazzo alle dieci di mattina del 26 dicembre.
Il 27 dicembre, alle 20, la nave lasciò Durazzo di scorta a Galilea e Marin Sanudo, scarichi, con i quali giunse a Bari alle 10:35 del giorno seguente. Il 29, alle dieci del mattino, l'unità partì da Bari scortando la Marin Sanudo, sempre vuota, a Brindisi, arrivandovi alle 15:35.

#### 1941
Dal 28 gennaio 1941 al marzo del medesimo anno la torpediniera fu impiegata a La Spezia per sperimentare un complesso lanciasiluri quadruplo di nuovo tipo e delle nuove strumentazioni per il dragaggio protettivo. Terminate le sperimentazioni, tali apparecchiature furono rimosse e la Monzambano tornò sulle rotte dell'Albania.

La torpediniera dopo i lavori di allungamento del primo fumaiolo.

Il servizio di scorta per Maritrafalba ricominciò il 1º aprile 1941, quando la nave, alle 20.35, lasciò Brindisi per Durazzo, scortando i piroscafi Buffoluto (adibito a traffico civile), Irma Calci ed A. Martini e la nave cisterna Picci Fassio, aventi a bordo 380 tonnellate di foraggio, 1080 di farina e 270 di gasolio. Il convoglio raggiunse il porto albanese alle 9.30 del 2 aprile. La Monzambano ripartì a mezzogiorno dello stesso 2 aprile, scortando da Durazzo a Bari, dove giunsero alle 00.30 del 3, la motonave Città di Trapani, vuota, il piroscafo Italia e la motonave Città di Marsala, queste ultime con a bordo 431 feriti leggeri.
Il 5 aprile la Monzambano, la gemella Calatafimi e l'incrociatore ausiliario Brindisi scortarono da Bari a Durazzo l'Italia e le motonavi Rossini, Puccini e Città di Marsala, cariche di 3645 militari e 224 tonnellate di rifornimenti. L'indomani, alle 20:30, la torpediniera lasciò Valona, dove si era spostata, di scorta alla pirocisterna Conte di Misurata, scarica, con la quale giunse a Brindisi alle otto di mattina del 7. La Monzambano ed un'altra torpediniera, l'Altair, ripartirono da Bari a mezzanotte dell'8 aprile, scortando i piroscafi Milano e Quirinale e le motonavi Città di Savona e Città di Bastia, aventi a bordo il primo scaglione della Divisione Fanteria «Marche», destinata in Montenegro (3408 uomini e 213 tonnellate di materiali). Al largo di Brindisi, nel punto Y, il convoglio venne raggiunto dal Brindisi, per rafforzare la scorta. Le navi arrivarono a Durazzo alle 17:05 dello stesso 8 aprile.
Alle 9.10 del 9 aprile la Monzambano ripartì da Durazzo scortando il piroscafo Quirinale e le motonavi Narenta e Città di Savona, scariche, arrivando a Bari alle 2.15 del 10. La nave lasciò poi Bari alle quattro dell'11 aprile, unitamente al Brindisi, scortando le motonavi Città di Savona, Città di Alessandria e Donizetti, aventi a bordo 2090 uomini e 487 tonnellate di rifornimenti: il convoglio giunse a Durazzo alle 16.45.
Tornate in Puglia, Monzambano e Brindisi lasciarono Bari alle sette di sera del 19 aprile, di scorta ai piroscafi Anna Capano, Miseno e Pontinia, carichi di 580 tonnellate di benzina e 980 di altri rifornimenti, arrivando a Durazzo alle 17:15 del 20. Il 22 aprile, alle 4:30, Monzambano e Calatafimi lasciarono Durazzo alla volta di Bari, di scorta alla motonave Maria e ai piroscafi Armando ed Albachiara, vuoti. Le navi giunsero in porto alle 9:30 del 23. Lo stesso giorno, alle 21, la torpediniera, insieme all'incrociatore ausiliario Capitano A. Cecchi, ripartì da Bari di scorta alle motonavi Città di Marsala e Puccini, cariche di 1462 militari e 389 tonnellate di rifornimenti, con le quali giunse a Durazzo alle 9:15 del giorno seguente.
Il 29 aprile 1941, alle 20, la torpediniera lasciò Bari di scorta ad un convoglio composto dai piroscafi A. Martini, Bottiglieri, Cerere ed Esterina, provenienti da Bari (da dov'erano partiti alle otto di sera) con un carico di foraggio, legname e materiali da costruzione. La Monzambano scortò le navi solo fino a Brindisi, dove venne rilevata dalla Solferino per la navigazione fino a Durazzo.
Il 5 maggio 1941 la nave, inquadrata nella XVI Squadriglia Torpediniere con le gemelle Curtatone, Castelfidardo e Calatafimi, venne posta alle dipendenze del neocostituito Comando Gruppo Navale dell'Egeo Settentrionale (Marisudest), con sede ad Atene e area operativa nel Mar Egeo in cooperazione con la Kriegsmarine. Dislocata al Pireo, la nave iniziò le missioni di scorta nel Mar Egeo, con destinazioni Creta e la Cirenaica.
Il 15 maggio 1941 la Monzambano e la Curtatone scortarono da Augusta a Patrasso i piroscafi tedeschi Castellon, Maritza, Santa Fè, Alicante e Procida, con personale e materiale della Wehrmacht. Alle cinque di mattina del 22 maggio la nave, unitamente alle torpediniere Libra e Lira e ai cacciatorpediniere Francesco Crispi e Quintino Sella, lasciò il Pireo in un tentativo di trasportare e sbarcare sulla spiaggia di Maleme (Creta) truppe tedesche di rinforzo (alcuni battaglioni di Gebirgsjäger), date le difficoltà che le forze germaniche stavano incontrando nell'occupazione di Creta (due precedenti convogli con truppe tedesche, scortati dalle torpediniere italiane Lupo e Sagittario, erano stati intercettati da formazioni di incrociatori britannici: il primo convoglio era stato semidistrutto, il secondo, indenne grazie all'azione della torpediniera, era dovuto comunque rientrare in porto). Stante, tuttavia, la presenza in mare di una superiore formazione navale britannica (incrociatori leggeri Naiad e Perth, incrociatori antiaerei Calcutta e Carlisle, cacciatorpediniere Kandahar, Nubian e Kingston, le stesse navi che poco dopo avrebbero attaccato il convoglio scortato dalla Sagittario), avvistata da aerei dell'Asse, alle 8:15 le cinque unità dovettero essere richiamate indietro. Durante la navigazione di ritorno al Pireo, alle 8:45, le siluranti furono anche accidentalmente attaccate da bombardieri tedeschi Junkers Ju 87 «Stuka», che danneggiarono il Sella.
Il 30 giugno la nave, insieme alla Castelfidardo, scortò da Candia al Pireo i piroscafi tedeschi Livorno, Spezia, Savona e Icnusa, con personale e materiale della Wehrmacht. Il 3 luglio le due torpediniere, insieme ad una terza, la Sirio, scortarono dal Pireo a Suda altri quattro mercantili tedeschi, i piroscafi Pierluigi, Talowa e Delos e la nave cisterna Ossag, con personale, materiale e carburante della Wehrmacht.
Il 9 luglio (per altre fonti 9 giugno) la nave ritenne di aver colpito un'unità subacquea nemica durante un'azione antisommergibile nelle acque dello stretto dei Dardanelli, ma non vi sono conferme di danneggiamenti. Analoga sorte ebbe un'altra azione antisom svolta il giorno successivo tra le isole di Macronissi e Mandili: il 10 luglio, infatti, il sommergibile britannico Torbay (per altre fonti il sommergibile greco Parthion) aveva lanciato due siluri, nel canale di Zea (tra l'Attica e l'isola di Zea), contro la motonave cisterna Strombo, in navigazione dal Pireo a Suda insieme al piroscafo tedesco Salzburg e alla torpediniera Castelfidardo, danneggiandola. La Monzambano, inviata da Marisudest a soccorrere la cisterna (che aveva avuto due dispersi tra l'equipaggio), riuscì, dopo aver dato infruttuosa caccia all'unità nemica, a rimorchiare la Strombo a Salamina.

La Monzambano durante la seconda guerra mondiale, con colorazione mimetica.

L'8 agosto l'unità scortò dal Pireo ai Dardanelli la nave cisterna Tarvisio, diretta in Mar Nero per imbarcare nafta dalla Romania. Il 14 agosto la Monzambano scortò da Suda al Pireo il piroscafo germanico Delos, con personale e materiali tedeschi, mentre il 22 la torpediniera fu di scorta ai piroscafi Miseno e Porto San Paolo, separati, da Bari a Durazzo, con un carico di rifornimenti vari.
Il 1º settembre 1941 la nave scortò il piroscafo tedesco Procida, con materiale e personale della Wehrmacht, dal Pireo a Suda, e più tardi nello stesso giorno scortò da Valona a Brindisi il piroscafo Mariska. Tra settembre ed inizio ottobre 1941 la torpediniera effettuò poi alcune missioni di posa di campi minati, tre delle quali nei pressi dello stretto dei Dardanelli.
Nel pomeriggio del 3 ottobre la Monzambano, la Calatafimi e un'altra torpediniera, l'Aldebaran, lasciarono Salonicco per il Pireo, scortando le motonavi cisterna Torcello e Theophile Gautier, quest'ultima francese. Alle 18:40 del 4 ottobre la Gautier venne colpita da un siluro lanciato dal sommergibile britannico Talisman, inabissandosi otto miglia a nord dell'isola di Jura, in posizione 37°51' N e 24°35' E. La Monzambano contrattaccò immediatamente con il lancio di bombe di profondità. Dopo aver tratto in salvo l'intero equipaggio della Gautier, le tre torpediniere e la Torcello ripresero la navigazione, arrivando al Pireo senza ulteriori problemi il 5 ottobre.
Il 19 ottobre 1941 la Monzambano scortò da Patrasso al Pireo, insieme alle torpediniere Lupo ed Altair e all'incrociatore ausiliario Barletta, un convoglio di quattro mercantili (le motonavi Città di Agrigento e Città di Marsala ed i piroscafi Tagliamento e Salzburg, quest'ultimo tedesco) carichi di truppe e materiali sia italiani sia tedeschi. Nel pomeriggio dello stesso giorno il convoglio ripartì alla volta di Candia, ma in serata, alle 19:28, l'Altair, che procedeva sulla sinistra del convoglio, urtò ad ovest dell'isola di San Giorgio (in posizione 37°22' N e 23°52' E, a tre miglia per 320° da tale isola; 3 miglia a sudovest di Gaidaro), nel Golfo Saronico, una mina posata undici giorni prima dal sommergibile britannico Rorqual e perse la prua, immobilizzandosi con incendi a bordo. Su ordine del capitano di fregata Francesco Mimbelli, comandante della Lupo, la Monzambano e il Barletta proseguirono insieme al convoglio alla volta di Candia, dove giunsero senza problemi, venendo raggiunte dal cacciatorpediniere Quintino Sella, inviato a sostituzione dell'Altair e della Lupo, rimasta ad assistere la nave colpita. Nonostante i tentativi di soccorso da parte della Lupo, l'Altair affondò alle 2:47 del 20 ottobre, e analoga sorte, alle nove del mattino seguente, subì anche la torpediniera Aldebaran, uscita dal Pireo per soccorrere l'Altair (263 dei 286 uomini che componevano gli equipaggi delle due unità poterono essere tratti in salvo).
Il 22 ottobre la Monzambano, insieme al Barletta e al cacciatorpediniere Quintino Sella, scortò da Candia al Pireo la Città di Agrigento, la Città di Marsala e il piroscafo Triton Maris. Il giorno seguente la nave, insieme alla Lupo, fu di scorta ai piroscafi Pier Luigi, Artemis Pitta e Burgos in navigazione dal Pireo a Salonicco. Il 31 ottobre Monzambano e Castelfidardo scortarono da Salonicco ai Dardanelli la nave cisterna Torcello, diretta in Mar Nero.
Il 2 novembre dello stesso anno la Monzambano e la Castelfidardo lasciarono i Dardanelli per scortare al Pireo la nave cisterna Tampico, proveniente dal Mar Nero con un carico di nafta dalla Romania: alle 13:30 dei quel giorno la nave cisterna uscì dalle acque territoriali della Turchia, scortata dalle due torpediniere. Alle 10:37 del 3 novembre, tuttavia, il sommergibile britannico Proteus colpì la Tampico con un siluro, in posizione 37°53' N e 24°30' E (nel canale di Doro): inizialmente le due torpediniere diedero infruttuosamente la caccia al sommergibile con cariche di profondità, ritenendo, a torto, di averlo affondato, poi diedero assistenza al mercantile. Dato che la Tampico era rimasta a galla e vi era la possibilità di rimorchiarla, la Castelfidardo tentò per due volte di prenderla a rimorchio, dovendo però rinunciare in seguito alla rottura dei cavi. Raggiunta anche dalla torpediniera Cassiopea, inviata di rinforzo, e dal rimorchiatore Ardenza, la Tampico poté arrivare al Pireo all'una di notte del 4 novembre.

#### 1942
Il 6 febbraio 1942 la Monzambano, il Barletta e la Cassiopea scortarono da Suda al Pireo le motonavi Città di Alessandria e Città di Savona e il piroscafo tedesco Santa Fè. Quattro giorni più tardi Lupo, Monzambano ed il posamine ausiliario tedesco Drache scortarono dal Pireo a Suda gli stessi tre mercantili, più la motonave Città di Agrigento, ed il 13 febbraio scortarono di nuovo i quattro mercantili da Suda al Pireo. Il 17 febbraio la torpediniera scortò dal Pireo a Kavaliani i piroscafi Annibale e Volodda, mentre il 25 la nave, di nuovo insieme a Castelfidardo e Drache, scortò dal Pireo a Suda Città di Agrigento, Città di Alessandria, Città di Savona e Santa Fè: alle 12:15 del giorno seguente, durante la navigazione, il sommergibile britannico Turbulent attaccò il convoglio con il lancio di siluri nel golfo di Suda (una ventina di miglia a nordovest di Suda), ma non colpì alcuna nave, e, dopo aver contrattaccato con il lancio di bombe di profondità, il convoglio giunse a destinazione alle 14:15.
Il 2 marzo Monzambano, Barletta, Castelfidardo e Drache scortarono di nuovo da Suda al Pireo gli stessi quattro mercantili, mentre tre giorni più tardi la Monzambano fu di scorta alla nave cisterna Devoli da Samo a Patrasso. Il 14 marzo Monzambano, Sirio, Brindisi e Drache scortarono le motonavi Città di Agrigento, Città di Alessandria e Città di Savona dal Pireo a Suda, e il 17 le stesse unità scortarono le tre motonavi (cui si era aggiunto il piroscafo tedesco Arcadia) sulla rotta inversa. Il 29 marzo, infine, la torpediniera scortò da Calcide al Pireo il piroscafo Audace.
Il 3 aprile Monzambano, Calatafimi e Brindisi, unitamente a tre motovedette tedesche, scortarono dal Pireo a Suda le motonavi Città di Agrigento, Città di Alessandria e Città di Savona, i piroscafi Delos e Teseo e la pirocisterna Elli; tre giorni più tardi le due torpediniere e l'incrociatore ausiliario scortarono le tre motonavi e il Delos da Suda al Pireo. Il 10 aprile Monzambano, Calatafimi e Brindisi scortarono nuovamente gli stessi quattro mercantili dal Pireo a Suda, mentre il 22, con l'aggiunta di una motovedetta tedesca, furono di scorta alle tre motonavi da Suda al Pireo. Il 28 aprile le tre unità italiane scortarono dal Pireo a Candia Città di Agrigento, Città di Savona e Delos.

La Monzambano fotografata nel 1942.

Il 2 maggio Monzambano, Calatafimi e Brindisi, insieme a due motovedette della Kriegsmarine, furono di scorta a Città di Agrigento, Città di Savona, Delos e Santa Fè da Candia al Pireo. Il 17 giugno Monzambano, Calatafimi, Sirio e Barletta scortarono Città di Savona, Città di Alessandria, Tagliamento, Re Alessandro e Santa Fè dal Pireo a Candia, e tre giorni dopo Monzambano, Calatafimi e Barletta, insieme a due motovedette tedesche, scortarono gli stessi mercantili (tranne il Tagliamento, al posto del quale c'era la Città di Agrigento) sulla rotta opposta.
Il 4 luglio la Monzambano e la Sirio, assieme a due motovedette germaniche, furono di scorta a Città di Agrigento, Città di Alessandria, Città di Savona, Re Alessandro, Delos e Santa Fè dal Pireo a Candia. Cinque giorni dopo la Monzambano e il Barletta scortarono da Suda al Pireo la pirocisterna Alberto Fassio e i piroscafi Re Alessandro, Monstella e Pier Luigi, mentre il 15 luglio la Monzambano e la torpediniera Libra scortarono dal Pireo ai Dardanelli il piroscafo Alba Julia e le navi cisterna Albaro e Celeno. Il 17 luglio 1942 la Monzambano stava scortando la nave cisterna tedesca Petrakis Nomikos quando questa venne silurata dal sommergibile britannico Rorqual: la torpediniera diede la caccia al sommergibile, ma senza risultato. Il 18 luglio la nave scortò da Salonicco al Pireo i piroscafi Potestas ed Adriana.
Il 7 agosto 1942 l'unità stava scortando il piroscafo Wachtfels insieme alla Calatafimi e al Barletta, quando, alle 7:30, il convoglio fu attaccato dal sommergibile HMS Proteus nelle acque cretesi, una decina di miglia a nordovest di Milo: colpito da un siluro (su quattro lanciati), il Wacthfels colò a picco nel punto 36°55' N e 24°10' E. Il 24 agosto la torpediniera scortò dal Pireo a Suda i piroscafi Addis Abeba, Orsolina Bottiglieri e Corso Fougier.
Alle 9:30 del 31 agosto 1942 la Monzambano, al comando del tenente di vascello Gamaleri, caposcorta, lasciò Suda per scortare a Tobruk, insieme alle torpediniere Cassiopea e Calatafimi, le navi cisterna Abruzzi e Picci Fassio (giunta a Suda da Taranto cariche di benzina destinata a Tobruk) ed il piroscafo da carico Bottiglieri (diretto a Bengasi). Il convoglio, procedendo a 7 nodi di velocità, si dispose con i tre mercantili in linea di fronte, la Calatafimi in testa alla formazione e le altre due unità sui lati. Il convoglio disponeva anche di una scorta aerea costituita da velivoli sia italiani che tedeschi. Alle 19:30 del 1º settembre il convoglio subì un primo attacco aereo, da parte di bombardieri in quota, a seguito del quale l'Abruzzi (che trasportava 684 tonnellate di benzina e due di altri materiali), danneggiata ed immobilizzata da alcune bombe cadute vicine allo scafo, venne abbandonata dall'equipaggio: dapprima il comandante della Monzambano fece tornare l'equipaggio a bordo della nave colpita (non apparendo questa danneggiata in maniera molto grave), che fece poi prendere a rimorchio dalla Calatafimi, ma dopo la rottura del cavo di rimorchio l'Abruzzi fu nuovamente abbandonata e lasciata alla deriva (fu successivamente rimorchiata a Ras Hilal da altre unità, giungendovi il 4 settembre), preferendo concentrare la scorta attorno alla Picci Fassio, rimasta indenne: con tale unità rimasero la Monzambano e la Calatafimi, mentre la Cassiopea scortò il Bottiglieri a Bengasi. Alle 00:35 del 2 settembre vi fu tuttavia un nuovo attacco, portato da aerosiluranti: dapprima venne avvistato un fuoco indicatore molto a poppavia del convoglio, sulla dritta, poi altri a dritta, sinistra e a proravia del convoglio. Aerei avversari (forse tre) sorvolarono la formazione per oltre un'ora, poi, all'1.55, la Picci Fassio venne colpita da un siluro a sinistra, venendo scossa d una violenta esplosione, mentre le torpediniere continuavano a manovrare ad elevata velocità, tenendosi a distanza, continuamente sorvolate dagli aerei. La Picci Fassio affondò alle 2:30 nel punto 33°26' N e 22°41' E, una trentina di miglia a nord di Derna: alla Monzambano non rimase che recuperare i superstiti dell'equipaggio della petroliera.
Il 5 settembre la torpediniera scortò dal Pireo a San Nicola (sull'isola di Creta) i piroscafi Silvia e Versilia. Il 29 dello stesso mese la nave, insieme al posamine ausiliario tedesco Bulgaria, scortò dal Pireo a Suda la Città di Alessandria e la Città di Savona.
Il 2 ottobre le stesse due unità riscortarono le due motonavi da Suda al Pireo. Il 13 ottobre 1942 la Monzambano scortò dal Pireo a Candia, insieme alla Solferino, le motonavi Città di Alessandria e Città di Savona e il piroscafo Re Alessandro. Il giorno seguente il convoglio, con analoga scorta, tornò al Pireo. Il 16 ottobre le due torpediniere scortarono dal Pireo a Candia'Aventino ed il Re Alessandro, e l'indomani, insieme al Barletta, scortarono da Candia al Pireo gli stessi due piroscafi, cui si era aggiunta la Città di Alessandria. Il 21 ottobre Monzambano e Solferino scortarono da Salonicco al Pireo le navi cisterna Cerere e Dora C. e il piroscafo Burgas.
Il 28 ottobre la Monzambano, il Bulgaria ed un cacciasommergibili tedesco scortarono da Candia al Pireo Città di Savona, Città di Alessandria, Pier Luigi e la pirocisterna tedesca Thessalia. Il 12 novembre la torpediniera, insieme al cacciatorpediniere tedesco Hermes, scortò dal Pireo a Candia Città di Alessandria, Città di Savona, Re Alessandro ed il piroscafo Ardenna. Il giorno seguente le due navi scortarono i quattro mercantili sulla rotta inversa. Il 26 novembre Monzambano e Solferino scortarono da Suda al Pireo i piroscafi Fouger, Vesta e Pier Luigi.

#### 1943
Tra il 1942 ed il 1943 la torpediniera venne sottoposta a lavori di modifica che comportarono la sostituzione di un cannone da 102/45 mm con un altro pezzo da 102/45 ma del modello Schneider-Armstrong 1917, nonché l'imbarco di altre due mitragliere binate da 20/65 mm Breda 1935 (portando così il totale delle mitragliere da 20 mm a dieci).

La torpediniera fotografata nel 1943.

L'11 giugno 1943 la Monzambano, la Castelfidardo ed il cacciatorpediniere Turbine scortarono dal Pireo ai Dardanelli il piroscafo tedesco Whilhelmsburg. Il 19 giugno la torpediniera, insieme ai cacciatorpediniere Turbine ed Euro, fu di scorta ai trasporti Donizetti, Re Alessandro ed Ardenna dal Pireo a Lero e quindi a Rodi, e due giorni dopo le tre unità scortarono gli stessi mercantili di ritorno da Rodi al Pireo. Il 28 giugno Monzambano e Turbine scortarono il piroscafo ex francese Sinfra da Salonicco a Rodi.
Il mattino del 7 luglio la torpediniera e il cacciatorpediniere, insieme ai cacciasommergibili tedeschi UJ 2102 ed UJ 2104, andarono incontro, subito fuori dalle acque territoriali della Turchia, alla nave cisterna tedesca (ex greca) Petrakis Nomikos e al piroscafo Gerda Tofr (o Gerda Toft), anch'esso tedesco, provenienti dai Dardanelli e diretti al Pireo. Alle 7:30 il convoglio, raggiunto da quattro velivoli come scorta aerea, si dispose con la Petrakis Nomikos al centro (con esplorazione ecogoniometrica) seguita in linea di fila dal Gerda Tofr, sul lato sinistro il Turbine e la Monzambano (quest'ultima con funzioni di scorta ecogoniometrica) e sul lato dritto l'UJ 2102 (con funzioni di scorta ecogoniometrica) e l'UJ 2104. Alle 8:02, tuttavia, la Petrakis Nomikos fu colpita da due siluri lanciati dal sommergibile britannico Rorqual. Mentre la petroliera s'immobilizzava e sbandava fortemente a dritta, gli aerei lanciarono alcune bombe di profondità nel tratto di mare che separava la Petrakis Nomikos dai due cacciasommergibili tedeschi. Il caposcorta, il capitano di corvetta De Rosa De Leo del Turbine, ordinò che il convoglio accostasse d'urgenza a sinistra, dispose che l'UJ 2102 ed uno degli aerei attaccassero il Rorqual (alle 9:25 il primo gettò numerose bombe di profondità) ed ordinò alla Monzambano e all'UJ 2104 di scortare il Gerda Tofr. La Petrakis Nomikos, assistita dal Turbine, si capovolse e affondò alle 9:35 in posizione 39°57' N e 25°50'05" E (tutti i 66 uomini dell'equipaggio furono tratti in salvo). Il convoglio venne quindi ricostituito (lasciando però sul posto un cacciasommergibili ed un aereo, per proseguire il contrattacco) e giunse al Pireo alle 7:35 del mattino dell'8 luglio.
Il 18 luglio la Monzambano e due cacciasommergibili tedeschi furono di scorta alla nave cisterna Firus e al piroscafo Alba Julia sulla rotta Pireo-Dardanelli, mentre il 23 la nave, insieme alla cannoniera Camogli, scortò da Rodi al Pireo, via Lero, il piroscafo Goggiam. Il 25 luglio 1943 la Monzambano e l'Euro scortarono da Rodi a Salonicco il piroscafo Re Alessandro.
L'8 agosto la torpediniera, unitamente all'Euro scortò da Rodi al Pireo il Re Alessandro. Due giorni dopo la Monzambano, insieme ai cacciatorpediniere Turbine, Euro e Crispi, scortò dal Pireo a Rodi la motonave Donizetti, il Re Alessandro e la nave cisterna Helli. Il 12 agosto le stesse quattro unità scortarono i tre mercantili da Rodi al Pireo.
Sino all'armistizio, complessivamente, la Monzambano compì 167 missioni di scorta e sette di posa mine, oltre ad una trentina di missioni di altro tipo.

### Dall'armistizio agli ultimi anni
L'8 settembre 1943, in seguito alla proclamazione dell'armistizio, la Monzambano, al comando del capitano di corvetta Alberto Cuomo, lasciò Patrasso prossima all'occupazione da parte dei tedeschi, facendo rotta per Taranto, rimasta in mano italiana. Al largo di Zante la torpediniera fu assalita da bombardieri tedeschi Junkers Ju 87 «Stuka»: il fuoco della nave italiana abbatté due velivoli, permettendole di arrivare indenne nella base pugliese.
Nel periodo 1943-1945, durante la cobelligeranza con gli Alleati, la Monzambano effettuò 74 missioni di guerra, consistenti principalmente in scorte nelle acque di Algeria e Tunisia, nonché nel Mar Ionio e nella Sicilia.
Nel dopoguerra la nave, passata nella Marina Militare, rimase in servizio svolgendo però attività molto scarsa, essendo ormai obsoleta e logorata dall'intensa attività di guerra.
Tra il 1946 e il 1947 l'armamento della Monzambano fu nuovamente ammodernato. I cannoni da 102 mm vennero ridotti a due (per altre fonti ne venne eliminato uno solo), sistemati in impianti singoli (invece che, come in precedenza, binati), due mitragliere singole da 20/70 mm vennero sostituite con una binata da 20/65 Breda 1935 (sistemata sul cielo del centralino di macchina), furono eliminate le due piccole mitragliere da 8/80 mm ed i tubi lanciasiluri da 450 mm (in due impianti trinati) furono rimpiazzati da due da 533 mm (in un singolo impianto binato). Vennero infine installati in coperta due lanciabombe antisommergibile tipo Menon.
Posta in disarmo il 15 aprile 1948, la torpediniera fu radiata tre anni più tardi, il 15 aprile 1951, e venne quindi avviata alla demolizione.